# Rufus Stone

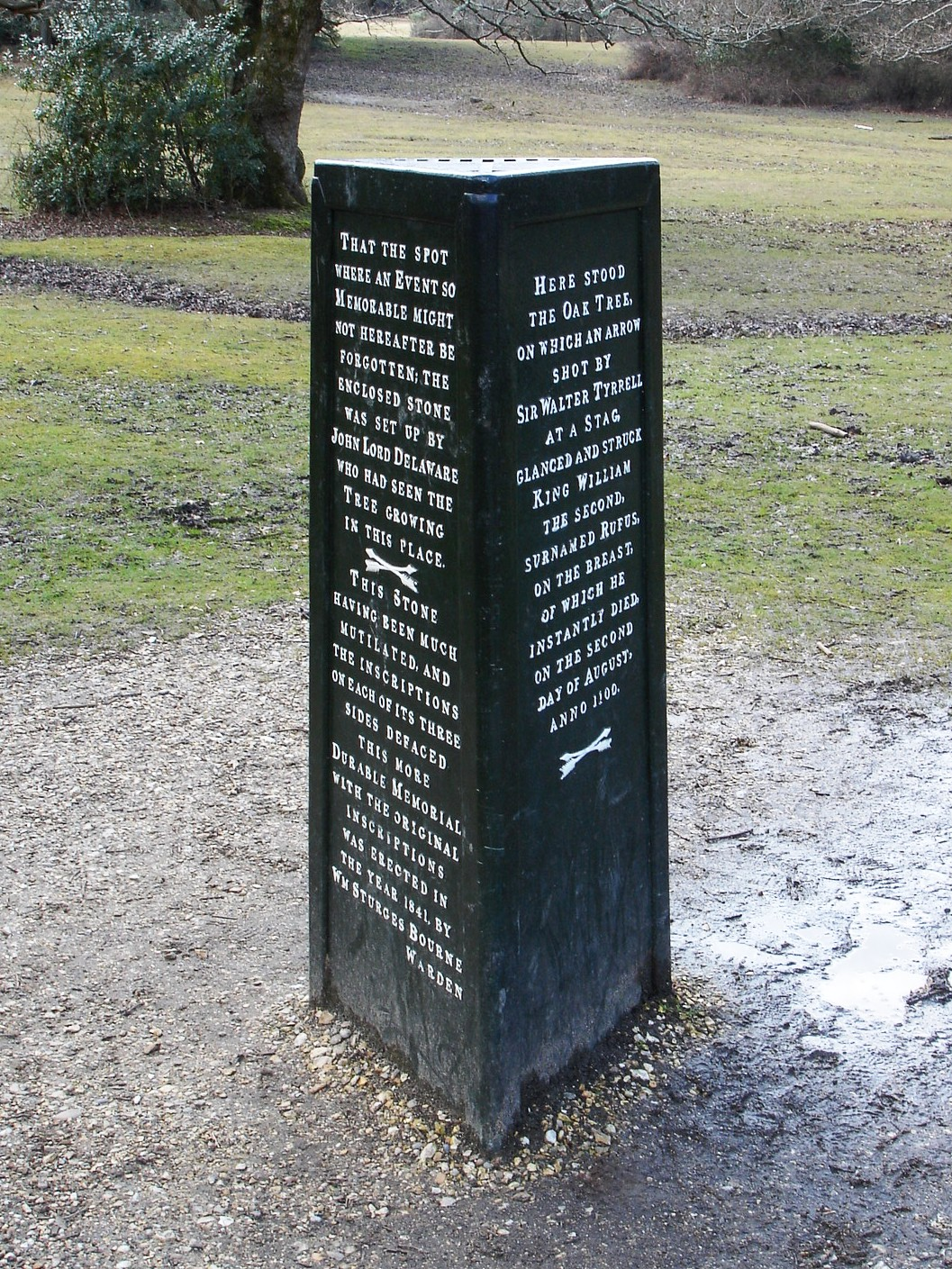
Rufus Stone

Rufus Stone is een toeristische bezienswaardigheid in de Zuidengelse New Forest in het graafschap Hampshire, nabij het dorpje Minstead, ongeveer tien kilometer ten westen van Southampton.
Het gedenkteken werd in 1841 opgericht door Wm Sturges Bourne Warden en bestaat uit een ongeveer één meter hoge, driezijdige metalen pilaar die als bescherming is opgetrokken rond een steen.
De steen werd in 1745 door John West, 1st Earl De La Warr op die plaats neergelegd ter herinnering aan een eik die er had gestaan. Om onbekende redenen was Lord Delaware ervan op de hoogte dat dit de eik was waartegen meer dan zes eeuwen eerder de pijl was afgeketst die vervolgens de Engelse koning Willem Rufus dodelijk had getroffen. Omdat de inscriptie op de steen sinds Lord Delawares tijd danig was beschadigd, werd later de metalen pilaar aangebracht.
De tekst op de pilaar vermeldt dat degene die tijdens een jachtpartij in het bos op een hert schoot maar de koning raakte, diens vriend Sir Walter Tyrell was. Volgens de overlevering waren Rufus' laatste woorden: Tire, Gauthier, tire donc, de par le diable! ('Schiet dan, Walter, schiet dan! Om den duivel!')
Het lichaam van de dode koning werd, zo gaat het verhaal verder, door ene Purkis op zijn handkar naar de tientallen kilometers verderop gelegen kathedraal van Winchester gebracht. Van deze Purkis wordt aangenomen dat hij een toevallig passerende kolenbrander was. Walter Tyrell nam na het incident de wijk naar Normandië, waar hij enige jaren later overleed.
De verhalen rondom Good King Rufus behoren tot de folklore van de New Forest.
Nabij Rufus Stone bevinden zich, behalve voldoende parkeergelegenheid, ook een picknicktafel, een afvalbak en een landelijk café genaamd Sir Walter Tyrell Pub.